# Qamishli (distrikt)
Qamishli  (arabiska: منطقة القامشلي) är ett distrikt i Syrien.   Det ligger i provinsen al-Hasaka, i den nordöstra delen av landet, 600 kilometer nordost om huvudstaden Damaskus.